# João Marcelo Souza
João Marcelo Santos Souza, mais conhecido como João Marcelo Souza (São Luís 11 de novembro de 1973) é um psicólogo e político brasileiro. Ele foi secretário de Juventude (1990–1991) no governo de seu pai, João Alberto de Souza.

## Carreira política
Em 2014, foi eleito deputado federal pelo Partido do Movimento Democrático Brasileiro (PMDB). Apoiou Lobão Filho e Dilma Rousseff.
Em 17 de abril de 2016, votou contra o processo de impeachment da presidente Dilma Rousseff. Posteriormente, votou a favor da PEC do Teto dos Gastos Públicos. Em abril de 2017 foi favorável à Reforma Trabalhista. 
Em agosto de 2017 votou contra o processo em que se pedia abertura de investigação do então Presidente Michel Temer, ajudando a arquivar a denúncia do Ministério Público Federal.
Em 2018, foi reeleito com 67.352 dos votos. Em 2022, recebeu 56.074 votos, ficando como segundo suplente.